# Antennella
Antennella is een geslacht van hydroïdpoliepen (Hydrozoa) in de familie Halopterididae. Het geslacht werd voor het eerst wetenschappelijk beschreven door Allman in 1877.

## Soorten
Het geslacht bevat de volgende soorten:
- Antennella ansini Peña Cantero & García Carrascosa, 2002
- Antennella armata Galea, 2010
- Antennella avalonia Torrey, 1902
- Antennella biarmata Nutting, 1927
- Antennella billardi  Galea, 2021
- Antennella campanulaformis (Mulder & Trebilcock, 1909)
- Antennella confusa Ansin Agis, Ramil & Vervoort, 2001
- Antennella curvitheca Fraser, 1937
- Antennella gracilis Allman, 1877
- Antennella incerta Galea, 2010
- Antennella kiwiana Schuchert, 1997
- Antennella peculiaris Galea, 2013
- Antennella quadriaurita Ritchie, 1909
- Antennella quaterna Galea, 2015
- Antennella recta Nutting, 1927
- Antennella secundaria (Gmelin, 1791)
- Antennella sibogae (Billard, 1911)
- Antennella siliquosa (Hincks, 1877)
- Antennella similis Galea, 2013
- Antennella singulata Watson, 2011
- Antennella sinuosa Ansín Agís, Vervoort & Ramil, 2009
- Antennella tubitheca Galea, 2013
- Antennella tubulosa (Bale, 1894)
- Antennella varians (Billard, 1911)

- Antennella allmani Armstrong, 1879 (taxon inquirendum)
- Antennella compacta Fraser, 1938 (taxon inquirendum)
- Antennella microscopica (Mulder & Trebilcock, 1909) (taxon inquirendum)

Niet geaccepteerde soorten:
- Antennella africana Broch, 1914 → Antennella quadriaurita Ritchie, 1909
- Antennella complexa Nutting, 1906 → Corhiza complexa (Nutting, 1906)
- Antennella diaphana (Heller, 1868) → Halopteris diaphana (Heller, 1868)
- Antennella integerrima (Jäderholm, 1896) →  Antennellopsis integerrima Jäderholm, 1919
- Antennella megatheca Ansín Agís, Vervoort & Ramil, 2009 → Corhiza megatheca (Ansín Agís, Vervoort & Ramil, 2009)
- Antennella natalensis Warren, 1908 → Antennella secundaria (Gmelin, 1791)
- Antennella paucinoda Fraser, 1935 → Antennella quadriaurita Ritchie, 1909
- Antennella ritchiei Totton, 1930 → Corhiza scotiae (Ritchie, 1907)
- Antennella serrata Totton, 1930 → Antennella quadriaurita Ritchie, 1909
- Antennella suensoni Jäderholm, 1896 → Corhiza suensoni (Jäderholm, 1896)
- Antennella variabilis Fraser, 1936 → Antennella quadriaurita Ritchie, 1909